# كتاب الأدغال
كتاب الأدغال (بالإنجليزية: The Jungle Book-1894) هو عبارة عن مجموعة من القصص التي كتبها رديارد كيبلينج. نشرت القصص في البداية في مجلات 1893-4. احتوت المنشورات الأصلية رسومات توضيحية من قبل والد رديارد جون لوكوود كيبلينج. كيبلينج ولد في الهند، وقضى السنوات الست الأولى من طفولته هناك. بعد نحو عشر سنوات قضاها في إنكلترا، عاد إلى الهند، وعمل هناك لمدة ست سنوات ونصف. هذه القصص كتبت كيبلينج عندما يعيش في ولاية فيرمونت.
القصص في الكتاب (وكذلك تلك الموجودة في كتاب الأدغال الثاني التي تلت عام 1895، والتي تضم خمس قصص أخرى عن ماوكلي والحكايات الخيالية التي تستخدم تشبيه الحيوانات بصفات الإنسان كطريقة لإعطاء الدروس والعبر، قوانين شريعة الغابة على سبيل المثال، وضعت قواعد لسلامة الأفراد والأسر والمجتمعات. كيبلينج في كل منها ما يقرب من يعرفه أو «سمعت أو يحلم الهندية الغاب.»  أخرى القراء فسرت العمل من الرموز السياسية والمجتمع في ذلك الوقت. شهرة منها هي ثلاث قصص تدور حول مغامرات مهجور رجل شبل 'Mowgli الذي أثار الذئاب في الغابة الهندية. أكثر القصص انتشارا هي على الأرجح «ريكي-تيكي-تافي»، قصة بطولة النمس، و«Toomai من الفيلة»، حكاية الفيل الصغير a المعالج.Kotick، الختم الأبيض يسعى لملاذا شعبه حيث سيكون في مأمن من الصيادين، وقد نظرت لاستعارة الصهيونية، ثم في بدايتها.
وكما هو الحال مع الكثير من أعمال، كل واحدة من قصص يسبق قطعة من الآية، وخلفه آخر.و يرد العنوان مائل في قائمة القصص أدناه.

## السياق
نُشرت قصص روديارد كبلينج لأول مرة في المجلات في عامي 1893 و1894 كما احتوت المنشورات الأصلية أيضًا على رسوم توضيحية مرسومة يدويًا وبعضها من جون لوكوود كبلينج والده. وُلد روديارد نفسه في مومباي التي كانت تُعرف آنذاك باسم بومباي في ولاية ماهاراشترا الساحلية الغربية الهندية حيث قضى السنوات الست الأولى من حياته. وبعد حوالي 10 سنوات في إنجلترا وبعد أن أكمل تعليمه عاد كبلينج إلى الهند للعمل لمدة 6 سنوات ونصف تقريبًا. وفي وقت لاحق ستُكتب قصصه الأصلية عندما كان يعيش في ناولاكا وهي الممتلكات والمنزل الذي كان يملكه في دومرستون بولاية فيرمونت بالولايات المتحدة. وهناك أدلة على أن كبلينج كتب مجموعة القصص لابنته جوزفين (التي توفيت بسبب الالتهاب الرئوي في عام 1899 عن عمر يناهز 6 سنوات) اكتشف نسخة من الطبعة الأولى للكتاب بما في ذلك ملاحظة مكتوبة بخط اليد من المؤلف إلى ابنته الصغيرة في قاعة ويمبول التابعة للصندوق الوطني كامبريدجشاير في عام 2010.

## الكتاب

### الوصف
القصص الواردة في الكتاب (وكذلك تلك الواردة في كتاب الأدغال الثاني الذي صدر عام ١٨٩٥ وتضمن ثماني قصص أخرى منها خمس قصص عن موغلي) هي خرافات تستخدم الحيوانات بطريقة مجسمة لتعليم دروس أخلاقية. على سبيل المثال تضع أبيات قصيدة "قانون الأدغال" قواعد لسلامة الأفراد والعائلات والمجتمعات. وقد ضمّنها كيبلينج تقريبًا كل ما عرفه أو "سمعه أو حلم به عن الأدغال الهندية". وقد فسّر قراء آخرون العمل على أنه استعارات للسياسة والمجتمع في ذلك الوقت.

### الأصول

الأماكن في الهند التي سماها كيبلينج في رواياته

استُلهمت القصص في كتاب الأدغال جزئيًا من نصوص الحكايات الهندية القديمة مثل حكايات بانتشاتانترا وجاتاكا. على سبيل المثال توجد نسخة قديمة من قصة "ريكي تيكي تافي" لكبلنج وهي قصة قديمة مليئة بالأخلاق تدور حول النمس والثعبان في الكتاب الخامس من بانتشاتانترا. في رسالة إلى الكاتب الأمريكي إدوارد إيفرت هيل كتب كبلينج :
تبدو لي فكرة حكايات الوحوش جديدة فهي فكرة قديمة جدًا ومنسية. أما الحكايات الآسرة حقًا فهي تلك التي يرويها البوديسات عن تجسيداته السابقة والتي تنتهي دائمًا بعظة أخلاقية جميلة. يفكر معظم الصيادين الأصليين في الهند اليوم على غرار عقول الحيوانات وقد "اقتطفتُ" بحرية من حكاياتهم.— روديارد كبلينج
في رسالة كتبها ووقعها كبلينج عام ١٨٩٥ أو حواليه ذكرت أليسون فلود في صحيفة الغارديان أن كبلينج يعترف باستعارة أفكار وقصص من كتاب الأدغال : "أخشى أن كل هذا النص في خطوطه العريضة قد اختلق لتلبية "ضرورات القضية" : مع أن جزءًا صغيرًا منه مأخوذ من قواعد الإسكيمو (الجنوبية) لتقسيم الغنائم. في الواقع من المحتمل جدًا أنني سرقت نفسي بشكل عشوائي لكنني لا أستطيع حاليًا تذكر قصص من سرقت".
شير خان الخصم الرئيسي في القصة سمي على اسم الإمبراطور الأفغاني التاريخي شير شاه سوري.

## الاحداث
عاش كيبلينج في الهند عندما كان طفلاً ومن الواضح أن معظم القصص تدور أحداثها هناك مع أنه ليس من الواضح تمامًا أين. تشير جمعية كيبلينج إلى أن "سيونى" (سيونى في ولاية ماديا براديش بوسط الهند) مذكورة عدة مرات وأن "الأوكار الباردة" يجب أن تكون في تلال شيتورجاره المليئة بالأدغال وأن قصة موجلي الأولى "في الرخ" تدور أحداثها في محمية غابات في مكان ما في شمال الهند جنوب شيملا. وضع "إخوة موجلي" في تلال أرافالي في راجستان (شمال غرب الهند) في مخطوطة مبكرة غيرت لاحقًا إلى سيوني ويسير باغيرا من "أوديبو" (أودايبور) وهي رحلة ذات طول معقول إلى أرافالي ولكنها بعيدة عن سيوني. تتمتع سيوني بمناخ السافانا الاستوائية مع موسم جاف وموسم ممطر. هذا المناخ أكثر جفافًا من مناخ الرياح الموسمية ولا يدعم الغابات المطيرة الاستوائية. تشمل المتنزهات والمحميات الحرجية التي تدعي ارتباطها بالقصص محمية كانها تايجر ماديا براديش ومنتزه بينش الوطني بالقرب من سيوني لكن كيبلينج لم يزر المنطقة أبدًا.

## الفصول
يتألف الكتاب من قصة في كل فصل. وتتبع كل قصة قصيدة تُعدّ بمثابة مُلخّص.
| عنوان القصة    | الملخص | قصيدة ابغرامية                                                              | الملحظات | الصورة |
| -------------- | --- | --------------------------------------------------------------------------- | --- | ------ |
| إخوة موغلي     | يربي الذئاب صبيًا في غابة هندية بمساعدة الدب بالو والنمر الأسود باغيرا اللذين يعلمانه "قانون الغابة". بعد سنوات يتعرض قطيع الذئاب وماوكلي للتهديد من النمر شير خان. يُشعل ماوكلي النار، ويطرد شير خان لكنه يُظهر أنه رجل ويجب عليه مغادرة الغابة. | أغنية صيد قطيع سيوني                                                        | لقد تم نشر القصة في كتاب قصير بعنوان أغنية الليل في الغابة. |        |
| صيد كاا        | خلال فترة وجود ماوكلي مع قطيع الذئاب اختطفته قرود باندار-لوج إلى المدينة المدمرة. انطلق بالو وباغيرا لإنقاذه مع كا الثعبان. هزم كا باندار-لوج وحرر ماوكلي ونوّم القرود والحيوانات الأخرى مغناطيسيًا برقصته. أنقذ ماوكلي بالو وباغيرا من التعويذة. | "أغنية طريق بندر لوج"                                                       | |        |
| نمر! نمر!      | يعود موغلي إلى قرية البشر فتتبناه ميسوا وزوجها اللذان يعتقدان أنه ابنهما المفقود منذ زمن طويل. يقود موغلي فتيان القرية الذين يرعون جواميسها. يأتي شير خان لاصطياد موغلي لكن ذئب الأخ الرمادي يُحذره، ومع أكيلا يجدون شير خان نائمًا فينقضّون على الجواميس ليدوسوا شير خان حتى الموت. يغادر موغلي القرية، ويعود للصيد مع الذئاب حتى يصبح رجلًا. | أغنية موغلي                                                                 | عنوان القصة مأخوذ من قصيدة "النمر" التي كتبها ويليام بليك عام 1794.                                                                                              |        |
| الختم الأبيض   | كوتيك فقمة نادرة بيضاء الفراء ترى الفقمات تُقتل على يد سكان الجزر في بحر بيرنغ. يقرر إيجاد موطن آمن لشعبه، وبعد سنوات من البحث، يجد أخيرًا مكانًا مناسبًا. يعود إلى موطنه ويقنع الفقمات الأخرى باللحاق به. | "لوكانون"                                                                   | العديد من الأسماء في القصة روسية، حيث تم شراء جزر بريبيلوف (مع ألاسكا) من قبل الولايات المتحدة في عام 1867، وكان لدى كيبلينج إمكانية الوصول إلى الكتب حول الجزر. |        |
| ريكي-تيكي-تافي | انتقلت عائلة إنجليزية مؤخرًا إلى منزل في الهند. عثروا على النمس ريكي-تيكي-تافي وقد خرج من جحره. حاول ناغ وناغاينا، وهما أفعى كوبرا ضخمة، قتله دون جدوى. سمع ناغ الكوبرا تتآمر لقتل والده في المنزل، فهاجمه في الحمام. جذب صوت الشجار الأب، فأطلق النار على ناغ. دمّر ريكي-تيكي-تافي بيض ناغينا وطاردها إلى "جحرها" حيث قتلها هي الأخرى. | "تشاونت دارزي"                                                              | لقد تم نشر هذه القصة على شكل كتاب قصير. |        |
| توماي الفيلة   | يمتطي توماي الكبير الفيل كالا ناج لاصطياد الأفيال البرية في التلال. يأتي ابنه توماي الصغير لمساعدته ويخاطر بحياته برمي حبل على أحد السائقين. يمنعه والده من دخول حظيرة الأفيال مرة أخرى "حتى يرى الأفيال ترقص" (وهو ما لم يفعله أحد قط). في إحدى الليالي يتبع الأفيال وهي تسير بدون سائقين خارج المخيم فيلتقطه كالا ناج؛ فيمتطيه إلى مكان اجتماع الأفيال في الغابة حيث ترقص. عند عودته، يقول "رأيت الأفيال ترقص" وينام من التعب. يتبع السائقون آثار الأفيال إلى الغابة ويجدون فسحة تم تنظيفها حديثًا، مما يدل على أن توماي الصغير قد صدق. عند عودتهم، يحييه الصيادون والأفيال على حد سواء، ويقول أكبر الصيادين سنًا وأكثرهم حكمة إنه عندما يكبر توماي الصغير سيُدعى توماي الأفيال مثل جده. | "شيف والجندب"                                                               | نُشرت هذه القصة ككتاب قصير وكانت أساس فيلم فتى الفيل عام 1937. |        |
| خدم جلالتها    | في الليلة التي سبقت العرض العسكري البريطاني لأمير أفغانستان ناقشت حيوانات الجيش العاملة - البغل الجمل، الحصان، الثور الفيل - ما تفعله في المعركة وكيف تشعر تجاه عملها. وشُرح للأفغان أن الرجال والحيوانات يطيعون الأوامر الصادرة من الملكة. | "أغنية استعراض حيوانات المخيم" مستوحاة من ألحان العديد من الأغاني المعروفة. | |        |

## الشخصيات

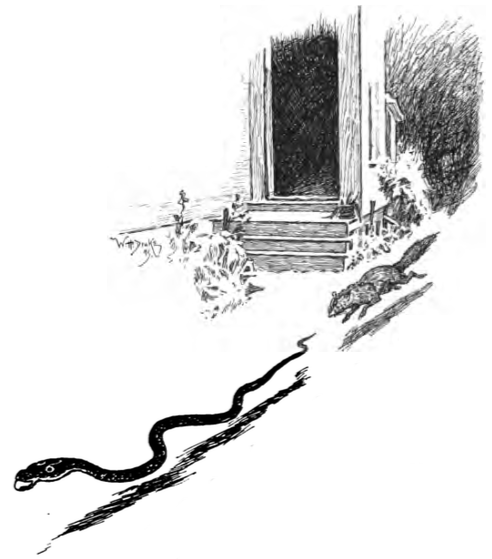
ريكي تيكي تافي يلاحق ناجينا بواسطة دبليو إتش دريك. الطبعة الأولى 1894

العديد من الشخصيات (المُشار إليها بـ *) سُميت ببساطة بأسماء أنواعها الهندية : على سبيل المثال كلمة "بالو" هي ترجمة حرفية للكلمة الهندية "بھالو بهالو" (भालू/بھالو بهالو) أي "دب". أما الشخصيات (المُشار إليها بـ ^) من "الفقمة البيضاء" فهي ترجمة حرفية من اللغة الروسية لجزر بريبيلوف.
- أكيلا * – ذئب
- باغيرا * – نمر أسود
- بالو * – دب
- بندر-لوج *[ه]- قبيلة من القرود
- تشيل * - طائرة ورقية براهمية، كانت تُسمى في الطبعات السابقة ران (रण ران، "معركة")
- تشوشوندرا * - زبابة منزلية آسيوية، تُسمى في الكتاب فأر المسك
- دارزي *[و]

- طائر خياط
- الأب الذئب - والد الذئب الذي ربى موغلي كشبل خاص به
- الأخ الرمادي - أحد أشبال أمه وأبيه الذئب
- هاثي * - فيل هندي
- إيكي * - قنفذ
- كا * - أفعى
- كارايت * - كرايت
- كوتيك ^ - فقمة بيضاء
- مانغ * - خفاش
- مور * - طاووس هندي
- موغلي - الشخصية الرئيسية في قصص موغلي، فتى الأدغال الصغير
- ناغ * - ذكر كوبرا
- ناغينا * - أنثى كوبرا، رفيقة ناغ
- راكشا[ز] - الذئبة الأم التي ربّت موغلي كشبلها
- ريكي-تيكي-تافي - نمس
- صيد البحر ^ - فقمة ووالد كوتيك
- بقرة البحر - بقرة بحر ستيلر
- فيتش البحر ^ - فظ البحر
- شير خان * - نمر
- تاباكي * - ابن آوى

## الرسوم التوضيحية
وضحت الطبعات المبكرة برسومات في النص بواسطة جون لوكوود كيبلينج (والد روديارد) والفنانين الأمريكيين دبليو إتش دريك وبول فرينزيني.

## الطبعات والترجمات
ظهر الكتاب في أكثر من 500 طبعة مطبوعة وأكثر من 100 كتاب صوتي. وقد تُرجم إلى 36 لغة على الأقل. في عام 2024 تبرع بنسخ صفحات الكتاب إلى مكتبة جامعة كامبريدج.

## المواضيع

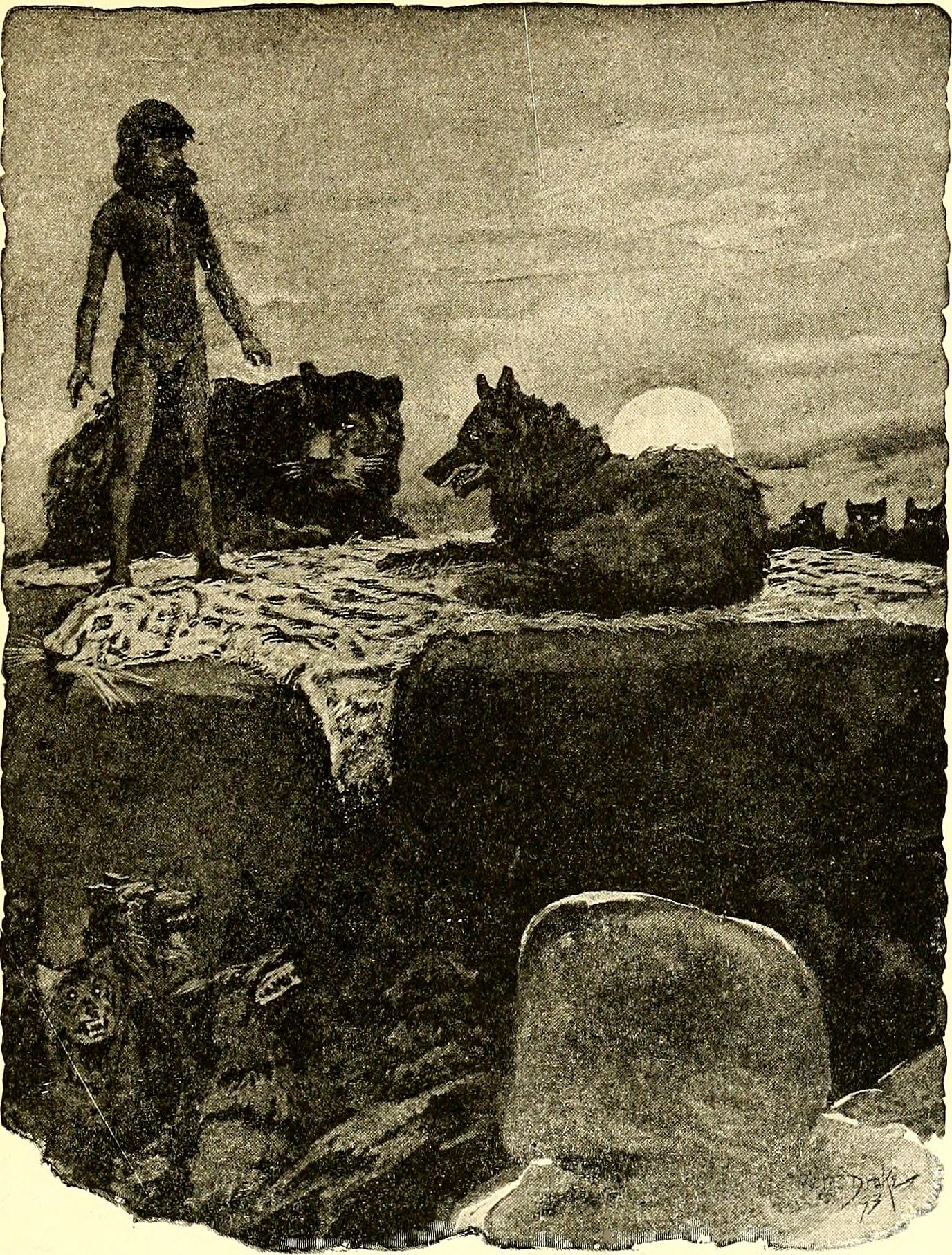
موغلي باغيرا وقطيع الذئاب بجلد شير خان. رسم : دبليو إتش دريك. الطبعة الأولى ١٨٩٤

### التخلي والرعاية
لاحظ نقادٌ مثل هاري ريكيتس أن كيبلينج يعود مرارًا وتكرارًا إلى موضوع الطفل المهجور والمُحتضن مُسترجعًا مشاعر الهجر التي انتابته في طفولته. يرى ريكيتس أن العدو شير خان يُمثل "الوالد المُحتمل المُتبني" الذي يتفوق عليه موغلي في النهاية ويدمره تمامًا كما اضطر كيبلينج في صغره لمواجهة السيدة هولواي بدلًا من والديه. يكتب ريكيتس أنه في "إخوة موغلي" يفقد البطل والديه البشريين في البداية ثم مُحتضنيه الذئاب في النهاية ويُرفض موغلي مجددًا في نهاية "نمر! نمر!" ولكن في كل مرة يُعوّض بـ"طابور من الآباء المُحتملين" بمن فيهم الذئاب بالو وباغيرا وكا. يرى ريكيتس أن نفوذ موغلي على كل هذه الشخصيات التي تتنافس على عاطفته هو جزء من جاذبية الكتاب للأطفال. يؤكد مؤرخ الهند فيليب ماسون بالمثل على أسطورة ماوكلي حيث ينتصر البطل المُرعى "الرجل الغريب بين الذئاب والبشر على حد سواء" على أعدائه في النهاية. ويشير ماسون إلى أن كلاً من ريكي-تيكي-تافي والفقمة البيضاء يفعلان الشيء نفسه تقريبًا.

### القانون والحرية
جادلت الروائية مارغانيتا لاسكي بأن الغرض من القصص لم يكن تعليم الحيوانات بل خلق نماذج بشرية من خلال شخصياتها مع دروس في احترام السلطة. وأشارت إلى أن كيبلينج كان صديقًا لمؤسس الحركة الكشفية روبرت بادن باول الذي استند في تأليفه لقصة "أشبال الذئاب" الكشفية الصغيرة وأن كيبلينج كان معجبًا بالحركة. وكتب ريكيتس أن كيبلينج كان مهووسًا بالقواعد وهو موضوع يتردد صداه في القصص ويُطلق عليه صراحةً "قانون الغاب". وافترض ريكيتس أن جزءًا من هذا يعود إلى تبشير السيدة هولواي بعد تعديله بشكل مناسب. فقد فرضت القواعد الطاعة و"معرفة المكان" كما وفرت علاقات اجتماعية و"حرية التنقل بين العوالم المختلفة". لاحظت ساندرا كيمب أن القانون قد يكون مُقننًا للغاية لكن الطاقات أيضًا خارجة عن القانون مجسدةً جزءًا من الطبيعة البشرية "العائم غير المسؤول والمُنغمس في ذاته". هناك ازدواجية بين عالمي القرية والغابة لكن موغلي مثل مانج الخفاش يستطيع السفر بينهما.
لاحظ الروائي والناقد أنجوس ويلسون أن قانون الغابة الذي وضعه كيبلينج "بعيد كل البعد عن الداروينية " حيث لم يُسمح بأي هجمات على حفرة المياه أثناء الجفاف.  ومن وجهة نظر ويلسون فإن شعبية قصص موغلي ليست أدبية بل أخلاقية : يمكن للحيوانات اتباع القانون بسهولة لكن موغلي لديه أفراح وأحزان بشرية وعبء اتخاذ القرارات. جادل كاتب سيرة كيبلينج تشارلز كارينجتون ‏ بأن "الأساطير" حول موغلي توضح الحقائق بشكل مباشر كما تفعل الأساطير الناجحة من خلال شخصية موغلي نفسه من خلال "معلميه الطيبين" باغيرا وبالو من خلال الفشل المتكرر لـ "المتنمر" شير خان من خلال الحديث الذي لا ينتهي ولكن عديم الفائدة عن بندر لوج ومن خلال القانون الذي يجعل الغابة "كلا متكاملا" مع تمكين إخوة موغلي من العيش كـ "شعب حر".
علق الأكاديمي جان مونتيفيوري على توازن الكتاب بين القانون والحرية قائلاً : "لا تحتاج إلى استحضار جاكلين روز حول حلم الكبار ببراءة الطفل أو نظرية بيري نودلمان حول أدب الأطفال الذي يستعمر عقول قرائه بخيال مزدوج للطفل باعتباره متوحشًا نبيلًا ومواطنًا صالحًا في طور النمو لترى أن كتب الأدغال .. تمنح قرائها تجربة بديلة للمغامرة كحرية وخدمة لدولة عادلة".

## استقبال
يقول سايان موخيرجي الكاتب في مجلةدائرة مراجعة الكتب إن كتاب الأدغال "هو أحد أكثر الكتب الممتعة في طفولتي وحتى في مرحلة البلوغ فهو غني بالمعلومات حول وجهة نظر البريطانيين بشأن "سكانهم الأصليين".
جادل الأكاديمي جوبي نيمان في عام 2001 بأن الكتاب شكل جزءًا من بناء "الهوية الوطنية الإنجليزية الاستعمارية " ضمن "المشروع الإمبراطوري" لكبلنج. من وجهة نظر نيمان رسم خريطة للأمة والعرق والطبقة في القصص مما يساهم في "تخيل الإنجليزية" كموقع للقوة والتفوق العنصري. اقترح نيمان أن قرود وثعابين كتاب الأدغال تمثل "حيوانات استعمارية" و "آخرين عرقيين" داخل الغابة الهندية بينما يعزز الختم الأبيض "الهويات" الإنجليزية الحقيقية "في المجاز القومي" لتلك القصة.
استُخدم كتاب الأدغال ككتاب تحفيزي من قِبل أشبال الكشافةوهم فئة صاعدة في الحركة الكشفية. وقد وافق كيبلينج على هذا الاستخدام لعالم الكتاب بناءً على طلب روبرت بادن باول مؤسس الحركة الكشفية الذي كان قد طلب في الأصل إذن المؤلف لاستخدام لعبة الذاكرة من كيم في خطته لتطوير الروح المعنوية واللياقة البدنية لشباب الطبقة العاملة في المدن. أصبحت أكيلا الذئبة الرئيسية في كتاب الأدغال شخصية بارزة في الحركة ويُعتمد الاسم تقليديًا من قِبل قائد كل مجموعة أشبال كشافة.

## التكيفات

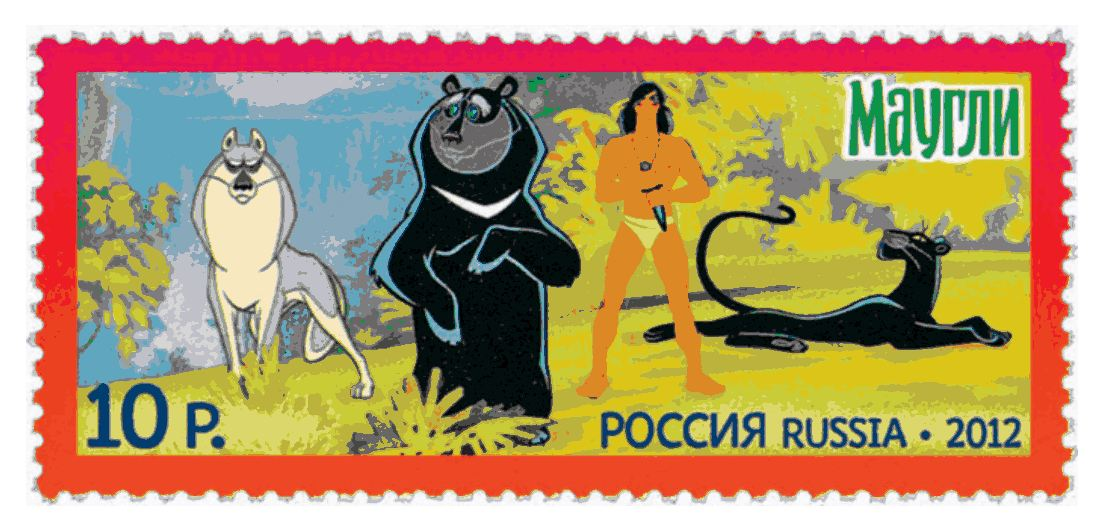
أبطال فيلم الرسوم المتحركة السوفييتي "ماوغلي" (موغلي)، على طابع بريدي روسي.

عدل كتاب الأدغال عدة مرات في مجموعة واسعة من الوسائط. في الأدب كتب روبرت هاينلين رواية الخيال العلمي الحائزة على جائزة هوغو "غريب في أرض غريبة" (1961) عندما اقترحت زوجته فيرجينيا نسخة جديدة من كتاب الأدغال ولكن مع طفل يربيه المريخيون بدلاً من الذئاب. كتاب المقبرة لنيل غيمان (2008) مستوحى من كتاب الأدغال. يتتبع الكتاب طفلاً رضيعًا عُثر عليه وربّاه الموتى في مقبرة. يحتوي الكتاب على العديد من المشاهد التي يمكن إرجاعها إلى كيبلينج ولكن مع لمسة غيمان المظلمة.
في الموسيقى ألّف الملحن الأسترالي بيرسي جرينجر وهو قارئ نهم لأعمال كيبلينج سلسلة "كتاب الأدغال" (1958). تتألف السلسلة من اقتباسات من الكتاب مُعدّة على شكل مقطوعات كورالية وعزف منفرد للسوبرانو والتينور والباريتون. ألّف الملحن الفرنسي تشارلز كوشلين عدة أعمال سيمفونية مستوحاة من الكتاب.
بثّت إذاعة بي بي سي نسخةً مُقتبسةً من الرواية في 14 فبراير 1994 وأصدرتها ككتابٍ صوتيٍّ عام 2008. أخرجها كريس واليس وشاركت فيها نيشا ك. ناير بدور موغلي وإيرثا كيت بدور كا وفريدي جونز بدور بالو وجوناثان هايد بدور باغيرا. أما الموسيقى فكانت من تأليف جون ماير.
عدل نص الكتاب للقراء الأصغر سنًا باستخدام تعديلات الكتب المصورة مثل قصة دي سي كوميكس إلسوورلدز " سوبرمان: الرجل الوحشي من الفولاذ " والتي يربي فيها الذئاب سوبرمان الرضيع بينما يظهر باغيرا وأكيلا وشير خان. نشرت مارفل كوميكس العديد من التعديلات التي كتبها ماري جو دافي وجيل كين في صفحات مارفل فانفير (المجلد 1). جمعت في لقطة واحدة من مارفل إليستريتد : كتاب الأدغال (2007). تتميز سلسلة الكتب المصورة بيل ويلينجهام الخرافات بكتاب الأدغال وباغيرا وشير خان.
مانجا كلاسيكس : نشر كتاب الأدغال بواسطة مانجا كلاسيكس التابعة لشركة أودون للترفيه في يونيو 2017.
استندت العديد من الأفلام على قصة أو أخرى من قصص كيبلينج بما في ذلك الصبي الفيل (1937) ورسوم تشاك جونز الكرتونية المصممة للتلفزيون ريكي-تيكي-تافي (1975) والختم الأبيض(1975) و إخوة موغلي (1976). كما أنتج العديد من الأفلام من الكتاب ككل مثل فيلم زولتان كوردا عام 1942 وفيلم الرسوم المتحركة لشركة ديزني عام 1967 وإعادة إنتاجه عام 2016. تشمل التعديلات الأخرى التعديل الروسي المسمى ماوكلي والذي نُشر باسم مغامرات ماوكلي في الولايات المتحدة وهو فيلم رسوم متحركة صدر بين عامي 1967 و1971 ودمجه في فيلم روائي طويل مدته 96 دقيقة في عام 1973 وأنمي كتاب الأدغال الإيطالي الياباني لعام 1989: مغامرات ماوكلي.
كتب ستيوارت باترسون نسخة مسرحية في عام 2004 وأنتجتها لأول مرة دار نشر برمنجهام أولد ريب في عام 2004 ونشرتها دار نشر نيك هيرن في عام 2007.
في عام 2021 بثت إذاعة بي بي سي 4 نسخة مقتبسة من الرواية بقلم آيشا مينون والتي أعادت صياغة القصة باعتبارها "حكاية خرافية عن بلوغ سن الرشد بين العصابات" في الهند الحديثة.

## الترجمات العربية
الترجمات العربية كثيرة ومن بينها:
- كتاب الأدغال، (ترجمة: آلاء نحلاوي) دار الرافدين للطباعة والنشر والتوزيع، 2020
- كتاب الأدغال، (ترجمة: عبد الله فاضل) دار ورد للنشر والتوزيع، 2021
- كتاب الأدغال، (ترجمة: مصطفى توفيق) دار إبهار للنشر والتوزيع، 2022

## الروابط الخارجية
- كتاب الأدغال على موقع الموسوعة البريطانية (الإنجليزية)
- The Jungle Book Collection: a website demonstrating the variety of merchandise related to the book and film versions of The Jungle Book.
- كتاب مجاني: The Jungle Book على مشروع غوتنبرغ
- Boom Kat Dance: a website describing the dance adaptation of The Jungle Book by Boom Kat Dance Company.

1. ↑  تدور أحداث رواية "الختم الأبيض" في جزر بريبيلوف في بحر بيرينغ.
2. ↑  العديد من كلمات وأسماء "لغة الحيوانات" في هذه القصة هي تهجئة صوتية للغة الروسية (ربما كما تُنطق بلكنة أليوتية) على سبيل المثال "ستاريك!" (Старик!) "رجل عجوز!" "أوشن سكوتشني" (قالها 
كوتيك) "أنا وحيد جدًا" Очень скучный (تعني بشكل صحيح "ممل جدًا") هولشيك(الجمع -ie) "ذكر فقمة أعزب" (холощик) من холостой ("غير متزوج") ماتكا (والدة كوتيك матка "سد" أو "أم حيوان" أو "رحم").
3. ↑  عنوانه الأصلي هو "خدم الملكة".
4. ↑  "أغنية "خيول الفرسان" مُعدّة لأغنية "بوني دندي". أغنية "فيلة فرق البنادق" تناسب اللحن ولها سطر أول مشابه لأغنية المسيرة "القنابل البريطانية"، وكذلك أغنية "ثيران البنادق"."Screw-Gun Mules" is set to the tune of the English folk song "The Lincolnshire Poacher" and echoes some of its lines.[20]
5. ↑  Bandar-log means "Monkey People" in Hindustani.
6. ↑  Darzee is the Hindustani for tailor.
7. ↑  Raksha is اللغة الهندية for "defence".

1. ↑  عندما ينخفض منسوب مياه نهر واينجونجا عن قمة صخرة السلام، يُعلن الفيل البري هاتي هدنة المياه [...] فبموجب قانون الغابة، يُعدّ القتل في أماكن الشرب بعد إعلان هدنة المياه جريمة قتل. والسبب في ذلك أن الشرب يُقدّم على الأكل. (كيف جاء الخوف، في كتاب الأدغال الثاني (اقرأه على الإنترنت)).